# Informe Garcia
L'Informe Garcia és el nom donat a un informe fet per Michael J. Garcia sobre les acusacions de corrupció en el món del futbol. Va ser encarregat per la FIFA, l'organisme rector del futbol associat, el juliol de 2012. Garcia va entregar la seva investigació a la FIFA el 5 de setembre de 2014.

## Nomenament de Garcia i Eckert
El 17 de juliol de 2012, arran de les reformes anticorrupció anunciades pel President de la FIFA, Sepp Blatter, la FIFA va nomenar l'advocat i exfiscal Federal per al Districte Sud de Nova York, Michael J. Garcia, com a president de l'Òrgan d'Instrucció del Comitè d'Ètica, mentre el jutge alemany, Hans-Joachim Eckert, era nomenat president de l'Òrgan de Decisió. Al reformat Comitè d'Ètica de la FIFA també se li va atorgar la potestat d'investigar retrospectivament casos antics. Atès que Garcia i Eckert complien l'estatut de la FIFA sobre que ni ells ni les seves famílies havien de tenir cap connexió retribuïda del futbol en els darrers quatre anys, The Guardian va escriure que "Garcia i Eckert són vistos com a figures independents clau fora de l'anomenada 'família del futbol', els quals poden ajudar a restaurar la credibilitat de la FIFA després dels escàndols de suborns i compra de vots."
Després del seu nomenament, Garcia i Eckert es van encarregar immediatament d'investigar els suposats pagaments il·legals realitzats per la companyia de màrqueting de la FIFA, International Sport and Leisure (ISL) a l'expresident de la FIFA, Joao Havelange, i a l'exmembre de comitè executiu, Ricardo Teixeira, així com per avaluar la conducta del president de la FIFA, Sepp Blatter, en l'afer. ISL s'havia especialitzat en la compra i venda de drets de transmissió dels esdeveniments de la FIFA, com Copes del Món, en contractes de milions de dòlars. Després de la investigació de Garcia, el cas es va tancar el 30 d'abril de 2014 quan Eckert va dictaminar que ISL havia pagat suborns entre 1992 i 2000 a Havelange, Teixeira i Nicolás Leoz, que aleshores era president de la CONMEBOL. Atès que Havelange (president honorari de la FIFA) i Leoz ja havien dimitit dels seus càrrecs dies abans a l'abril de 2014, cap altra acció addicional va ser executada. En contrast, Blatter va ser exonerat de "mala conducta criminal o ètica", però va ser descrit com a "maldestre" i es va qüestionar si "sabia o hauria d'haver sabut si els anys anteriors a la fallida, ISL havia subornat altres autoritats de la FIFA".

## Investigació i informe
L'agost de 2012, Garcia va declarar la seva intenció d'investigar el procés de licitació i adjudicació, pel comitè executiu de la FIFA, dels mundials de 2018 i 2022 a Rússia i Qatar respectivament.
La decisió sobre les seus anfitrions havia tingut lloc prèviament el desembre de 2010. El maig de 2011, mentre es trobava en una investigació parlamentària britànica, David Triesman, l'expresident de la fracassada candidatura d'Anglaterra als Mundials de 2018, va acusar els membres del comitè executiu de la FIFA, Jack Warner, Worawi Makudi, Nicolas Leoz i Ricardo Teixeira de sol·licitar suborns de la candidatura anglesa a canvi de suport. La investigació parlamentària també va rebre proves del The Sunday Times que els membres del comitè executiu de la FIFA, Issa Hayatou i Jacques Anouma, van ser suposadament subornats amb 1,5 milions de dòlars per la candidatura de Qatar. La confident que va parlar amb el The Sunday Times, Phaedra Al Majid, es va retractar de les seves denúncies el juliol de 2011. El desembre de 2011, The Daily Telegraph va informar que l'Agència Federal d'Investigació estava investigant denúncies de pirateig de comptes de correu electrònic de les candidatures d'Anglaterra i els Estats Units per a ser seus de la Copa del Món.
La FIFA prohibeix a les candidatures oferir incentius als membres del seu comitè executiu i als seus familiars. Garcia, posteriorment, va ampliar la seva investigació a tot el procés de licitació de la Copa del Món de 2018. La investigació de Garcia li va permetre sol·licitar entrevistes amb dirigents futbolístics i amb aquells que havien rebutjat l'acció disciplinària. Garcia no es va poder entrevistar anb Mohammed bin Hammam, l'exvicepresident de la FIFA, ja que Hammam estava sancionat de per vida de tota activitat relacionada amb el món del futbol. El mandat d'investigació de Garcia es va limitar exclusivament a persones que podrien haver violat el codi ètic de la FIFA. Garcia no podia parlar amb persones amb citacions judicials o demanar documents als proveïdors de serveis d'Internet.
Garcia va ser assistit en la redacció de l'informe per Cornel Borbély, el vicepresident de l'Òrgan d'Instrucció del Comitè d'Ètica de la FIFA. Borbély va redactar la secció de l'informe que investigava a Rússia, ja que Garcia tenia prohibit entrar al país, i també va redactar la secció sobre la candidatura dels Estats Units per prevenir un potencial conflicte d'interessos, ja que Garcia era nord-americà. Rússia va ser l'únic país candidat al qual Garcia no va poder viatjar durant el transcurs de les seves investigacions.

## Publicació bloquejada per Eckert
Garcia va lliurar el seu informe de 350 pàgines el setembre de 2014 i, posteriorment, Hans-Joachim Eckert, cap de l'Òrgan de Decisió del Comitè d'Ètica de la FIFA, va anunciar que no seria publicat per raons legals. Eckert va dir que només seria publicat, a la primavera de 2015, el seu dictamen sobre l'informe i que aquest havia estat vist només per quatre persones. Eckert va anunciar més tard que la seva visió general de l'informe Garcia amb les principals conclusions, el resum i les recomanacions es publicarien a mitjans de novembre de 2014. Eckert va declarar que "A molts no els agradarà el què els diré" en referència al seu imminent dictamen sobre l'informe.
Eckert només jutjaria a les persones individualment i obviaria la decisió sobre les seus de les copes del món de 2018 i 2022. Garcia, juntament amb alguns membres del Comitè Executiu de la FIFA, va demanar que l'informe Garcia és publiqués íntegrament, exceptuant els noms censurats per protegir confidents. Garcia va dir de la FIFA que els seus "... processos d'adjudicació són en part invisibles i desconeguts... una mena de sistema més propi d'una agència d'intel·ligència que no pas un procés de conformitat ètica d'una institució internacional d'esports que serveix al públic i que és objecte d'un intens control general."

## Eckert publica un resum de l'informe; Garcia dimiteix
El 13 de novembre de 2014, Hans-Joachim Eckert va publicar un resum de 42 pàgines de les seves conclusions després de revisar l'informe de Michael J. Garcia. El resum alliberava a Rússia i Qatar de qualsevol irregularitat durant la licitació per les copes del món de 2018 i 2022, deixant-los via lliure per organitzar els seus respectius mundials. El resum deixava constància que Rússia va proporcionar "només una quantitat limitada dels documents disponibles per a la seva revisió", ja que els ordinadors arrendats a la candidatura russa havien estat destruïts i era impossible accedir a diversos comptes de correu electrònic.
El resum d'Eckert va ser més dur amb les candidatures perdedores d'Anglaterra i Austràlia, trobant "circumstàncies i fets potencialment problemàtics" en les seves ofertes i afirmant que havien subvertit la integritat de la licitació. Es va descriure com un comportament impropi d'Anglaterra l'intent d'obtenir el suport del que aleshores era president de la CONCACAF, Jack Warner. Austràlia va ser criticada per les connexions entre la seva oferta i el finançament del desenvolupament del futbol en països africans, i que dos assessors d'Austràlia "van violar les normes de licitació i ètica". Les candidatures del Japó i Corea del Sud també van ser criticades per distribuir "regals" de valor molt superior al típic regal de cortesia.
El resum d'Eckert també va qüestionar la credibilitat de dues confidents. Va referir-se a una confident de Qatar com a "no creïble" i a una confident australiana com a "no fiable". Les dues dones eren àmpliament conegudes pels periodistes i altra gent del món del futbol com va confirmar en un article el periodista Nick Harris.
La FIFA va beneir "que s'hagués aconseguit un cert nivell d'acord", mentre la Associated Press publicava que el resum d'Eckert "era qualificat pels crítics com a "blanqueig". Hores després que Eckert lliurés el seu resum, el mateix Garcia el criticava per ser "materialment incomplet" amb "representacions errònies dels fets i les conclusions", mentre declarava la seva intenció de recórrer al Comitè d'Apel·lació de FIFA. Hi va haver moltes peticions que l'informe Garcia fos publicat íntegrament, inclosos membres del comitè executiu de la FIFA com Jim Boyce, Jeffrey Webb i Sunil Gulati, així com el candidat a la presidència de la FIFA, Jerome Champange, i l'executiu en cap de la Premier League anglesa, Richard Scudamore. Eckert, "sorprès" per la resposta de Garcia, va rebutjar les pressions per a publicar íntegrament l'informe Garcia, alegant els "drets de confidencialitat de la legislació europea". Menys d'una setmana més tard però, Eckert declarava que la investigació estava només en "una fase interina" i que Garcia "podia seguir investigant fins a l'informe final".
El 15 de novembre de 2014, el president de la Lliga de Futbol alemany, Reinhard Rauball, va advertir que UEFA podria abandonar la FIFA si l'informe Garcia no era publicat íntegrament, afegint que "si això no passa i la crisi no es resol d'una manera creïble, t'has de preguntar si amb la FIFA encara estàs en bones mans."
El 18 de novembre de 2014, actuant d'acord amb les recomanacions d'Eckert, la FIFA va presentar una demanda penal davant la justícia suïssa denunciant la "possible conducta delictiva de persones individuals en relació amb l'atorgament dels drets d'organització dels mundials de 2018 i 2022", especialment pel que fa a "transferències internacionals d'actius amb connexions a Suïssa".
El 16 de desembre de 2014, el Comitè d'Apel·lació de la FIFA va rebutjar el recurs de Garcia contra el resum d'Eckert com a "no admissible". La FIFA també va declarar que el resum d'Eckert tampoc era "ni jurídicament vinculant ni apel·lable". Un dia més tard, Garcia va dimitir de les seves responsabilitats com a investigador del Comitè d'Ètica en protesta per la conducta de la FIFA, denunciant una "manca de lideratge" i pèrdua de confiança en la independència d'Eckert respecte de la FIFA.

## Pendent de publicació l'informe redactat per Garcia
El 19 de novembre de 2014, després d'una presentació de Domenico Scala, responsable del comitè d'auditoria i conformitat de la FIFA i una de les sis persones que havia vist l'informe fins aquell moment, el comitè executiu de la FIFA va acordar per unanimitat la publicació d'una "versió legalment apropiada" de l'informe Garcia, amb parts redactades per preservar la confidencialitat dels testimonis. Tanmateix, l'informe Garcia només seria publicat un cop acabades les cinc investigacions començades per Garcia sobre els individus següents: Ángel María Villar, Michel D'Hooghe, Worawi Makudi, Franz Beckenbauer i Harold Mayne-Nicholls. Mentrestant, es reafirmava la decisió de no revisar les votacions de 2018 i 2022 després que Scala digués que dos experts legals independents consultats donessin suport a la decisió.
Walter De Gregorio, en una roda de premsa el 27 de maig de 2015, va declarar que l'informe Garcia havia estat en poder de l'Oficina del Fiscal General de Suïssa des del 19 de novembre de 2014. Com a part del procediment legal, l'informe pot o no pot ser entregat.

## Publicació íntegra de l'Informe Garcia
Un dia després que el diari Bild anunciés que havia rebut una còpia de l'informe Garcia i que tenia la intenció de fer-lo públic, la FIFA el va publicar íntegrament el 27 de juny de 2017.
L'informe Garcia l'integren tres documents. Un de 359 pàgines amb el gruix de la investigació feta pel Michael J. Garcia i dos documents més de 36 i 39 pàgines dedicats a qüestions relacionades amb les candidatures rusa i nord-americana respectivament. Aquests dos documents van ser redactats pel vicepresident de l'òrgan d'instrucció, Cornel Borbély, doncs Garcia tenia vetada l'entrada a Rússia i també per evitar un possible conflicte d'interessos, ja que Garcia era nord-americà.
A l'informe Garcia hi apareixen la majoria d'alts executius de la FIFA, alguns dels quals ja van ser sancionats l'any 2015 de resultes del denominat Cas Fifagate investigat per l'FBI amb la col·laboració de l'antic dirigent de la FIFA i de la CONCACAF, Chuck Blazer. També hi apareixen diversos assessors de les candidatures aspirants als mundials de 2018 i 2022 i els implicats en el conegut com a Cas Qatargate, entre els quals destaca l'expresident del Barça, Sandro Rosell, que hauria tingut un paper decisiu en la designació de Qatar com a seu del mundial de 2022.